# Isak Svensson
Karl Isak Svensson (i riksdagen kallad Svensson i Grindstorp), född 27 juni 1864 i Valla, död 12 november 1932 i Spekeröd, var en svensk lantbrukare och politiker (liberal). 
Isak Svensson, som kom från en bondesläkt, var lantbrukare i Grindstorp i Spekeröd, där han också var ordförande i kommunalstämman och kommunalnämnden. 
Han var riksdagsledamot i första kammaren för Göteborgs och Bohus läns valkrets från urtima riksmötet 1919 till 1930 års utgång. Han tillhörde fram till 1923 Liberala samlingspartiet, och övergick efter den liberala partisplittringen till Liberala riksdagspartiet från 1924. I riksdagen var han bland annat suppleant i bevillningsutskottet 1921-1926 och i konstitutionsutskottet 1927-1930. Han var särskilt engagerad i jordbruks- och fiskepolitik.